# Роттофрено
Роттофрено (итал. Rottofreno) —  коммуна в Италии, располагается в регионе Эмилия-Романья, подчиняется административному центру Пьяченца.
Население составляет 9670 человек (на 2004 г.), плотность населения составляет 260 чел./км². Занимает площадь 34 км². Почтовый индекс — 29010. Телефонный код — 0523.
Покровительницей коммуны почитается святая Елена, празднование 18 августа.